# 哈罗德·吉利斯
哈罗德·德尔夫·吉利斯爵士OBE FRCS（1882年6月17日—1960年9月10日），是新西蘭耳鼻喉科學家，現代整形外科之父。

## 早年
吉利斯生於新西蘭但尼丁，是奥塔哥大区国会议员羅伯特·吉利斯之子，在英國劍橋大學岡維爾與凱斯學院完成習醫。1910年他跟隨耳鼻喉科醫生米尔索姆·里斯學習。此外他在體育方面亦十分出色，在1903至05年間是大學高爾夫球校隊成員，亦曾參加1904年牛津剑桥赛艇对抗赛。

## 職業生涯

### 第一次世界大戰

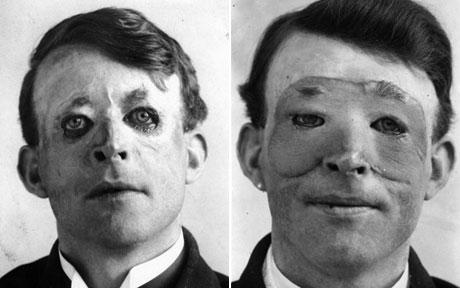
沃尔特·約，在日德蘭海戰受傷的水兵被認為是世上第一位接受整形手術的人。照片是他整形前（左）後（右）的對比。

第一次世界大戰爆發後，他加入了皇家陆军军医队。他最初被派駐维姆勒，擔任法美藉牙醫瓦拉迪耶（Valadier）醫療監護人，瓦拉迪耶不允許吉利斯在無監督下進行手術，而瓦拉迪耶當時正嘗試展開發展下顎修復手術。吉利斯看到他的植皮技術實驗後，便前往巴黎與著名的口腔頜面外科醫生伊波利特·莫雷斯坦會面。吉利斯看到他切除了病人臉上的腫瘤，並用從病人身上取下下頜皮膚覆蓋原本傷口。於是他便熱衷於此，回到回格蘭並說服軍隊首席外科醫生威廉·阿巴思诺特·莱恩在奧爾德肖特劍橋軍事醫院設立臉部手術科。

### 私人執業
在兩次大戰期間，他與阿瑟·雷恩斯福德·莫勒姆一起大量私人執診，當中病人包括不少知名人物。此外他亦多次造訪國外進行演講和教學當時最先進的醫療技術。

### 第二次世界大戰
第二次世界大戰期間，他擔任衛生部、皇家空軍和海軍部僱問。他在英國各地進行了整形手術，並激勵同業進行同樣手術，包括韦纳姆公園醫院（Wexham Park Hospital）整形外科部的創辦人斯图尔特·哈里森（Stewart Harrison ）。在這段時間，他訓練了不少來自大英國協的醫生進行整形手術。

### 變性手術
第二次世界大戰後，由於吉利斯缺乏退休金，他只能繼續行醫來維持生活。
1946年，他與同事進行首次性別重置手術，把病人迈克尔·狄龙由女性轉變為男性。1951年，他與同事進行首個現代性別重置手術，把病人罗伯塔·考埃尔由男性轉為女性。

## 逝世
1960年8月3日，78歲的吉利斯在替一名18歲女孩進行手術時受到輕度中風，他最終在9月10日去世。儘管他在兩次大戰期間賺取約£30,000年薪，他的遺產只有£21,161。

## 個人生活
哈罗德·吉利斯在1911年11月9日結婚，並育有四名子女，長子約翰·吉利斯曾在第二次世界大戰駕駛噴火戰鬥機，但在1940年5月23日在法國上空被擊落及被俘。幼子迈克尔·托马斯·吉利斯則追隨父親腳步習醫，而演員丹尼爾·吉爾斯則是他的後裔。
吉利斯亦是一名業餘高爾夫球運動員，曾在1906至1931年間參與高爾夫球業餘錦標賽且從不缺席，並曾代表英格蘭參加每年一度的對蘇格蘭業餘對抗賽，他出賽年份為1908、1925、1926和1927年。他贏得了1913年聖喬治大挑戰杯（St. George's Grand Challenge Cup）及1914年高尔夫插圖金花瓶（Golf Illustrated Gold Vase）亞軍，及1925年的主席推桿（President's Putter）。